# Marquesado de Villahermosa de San José
El Marquesado de Villahermosa de San José, es un título nobiliario español concedido por Carlos II el 17 de junio de 1696 con el vizcondado previo de San Javier del Castañar a favor de Francisco Tamayo de Mendoza y Navarra, miembro de una familia criolla de origen andaluz establecida en Arequipa y en Lima.
El escudo de armas de los Tamayo de Mendoza era un campo de plata con un castillo cuadrado, de gules, sobre rocas al natural.

## Marqueses de Villahermosa de San José
|                        | Titular                                   | Periodo                |
| Creación por Carlos II | Creación por Carlos II                    | Creación por Carlos II |
| ---------------------- | ----------------------------------------- | ---------------------- |
| I                      | Francisco Tamayo de Mendoza               | 1696 - 1725            |
| II                     | Bernardo de los Ríos y Tamayo de Mendoza  | ?                      |
| III                    | Francisco de los Ríos y Tamayo de Mendoza | ?                      |
| IV                     | Francisco Tamayo de los Ríos y Salazar    | ?                      |

## Historia de los Marqueses de Villahermosa de San José
- I marqués: Juan Francisco Tamayo de Mendoza y Navarra (Lima, 1657-Andahuaylas, 1725), general y corregidor de Arequipa. Soltero, con sucesión ilegítima. Le sucedió su sobrino, hijo de Francisca Tamayo de Mendoza y Alonso Pérez de los Ríos, vizconde de San Donás:

- II marqués: Bernardo Juan de los Ríos y Tamayo de Mendoza.

1. Casado en 1760 con Ana María Antonia Pacheco y Fernández Maldonado. Sin sucesión. Le sucedió su hermano:

- III marqués: Francisco de los Ríos y Tamayo de Mendoza.

1. Casó con Mauricia de Salazar y Cuervo.
2. Casó con María Ignacia Clerque. Le sucedió su hijo:

- IV marqués: Francisco Domingo Tamayo de los Ríos y Salazar.

1. Casó con María Josefa Gallegos del Castillo, IV Condesa de Casa Dávalos. Sin descendencia.

Los derechos de sucesión pasaron al hijo de ambos, Francisco de los Ríos Tamayo y Gallegos, quien murió sin sucesión. Quedaron como herederas, las hermanas de su padre:
- Marcela de los Ríos y Salazar, casada con Francisco de Valdivieso y Urquizu. Le sucedió en sus derechos, su hija Ignacia Valdivieso de los Ríos, casada en 1795 con Valentín de Monteverde y Rivas. La hija de ambos, Manuela Monteverde y Valdivieso, casó en 1833 con Manuel Castilla y Vergara, con vasta descendencia en la actualidad.
- Manuela de los Ríos y Salazar, casada con José Manuel Gutiérrez de Quintanilla y Malo de Molina. Le sucedió en sus derechos, su hija Isabel Gutiérrez de Quintanilla y de los Ríos, casada con su tío Manuel de Salazar y Vicuña. La hija de ambos, María Juana de Salazar y Gutiérrez de Quintanilla (1810-1860), casó en 1826 con el coronel Francisco de las Casas y del Ribero (1793-1857). Los derechos del marquesado pasaron sucesivamente a su hija, Emilia Juliana de las Casas y Salazar (* Callao, 17 de febrero de 1831 - † Lima, 24 de octubre de 1915), casada en 1859 con el teniente coronel chalaco Wenceslao de Gayangos y Sáenz de Vitoria; posteriormente al hijo de ambos, el diplomático limeño Julio de Gayangos y de las Casas, quien casó con Ofelia Álvarez de Araya y Lagos, y finalmente a Ofelia de Gayangos y Álvarez de Araya, casada con el médico italiano Rafael de Tramontana y Tramontana, padres de Rafael de Tramontana y Gayangos, I I marqués de Guadacorte, y de:

### Rehabilitación
En 1974 y 1984 fue solicitada la rehabilitación del título, primero por Rafael y luego por Isabel de Tramontana y Gayangos.